# ギムナジウム

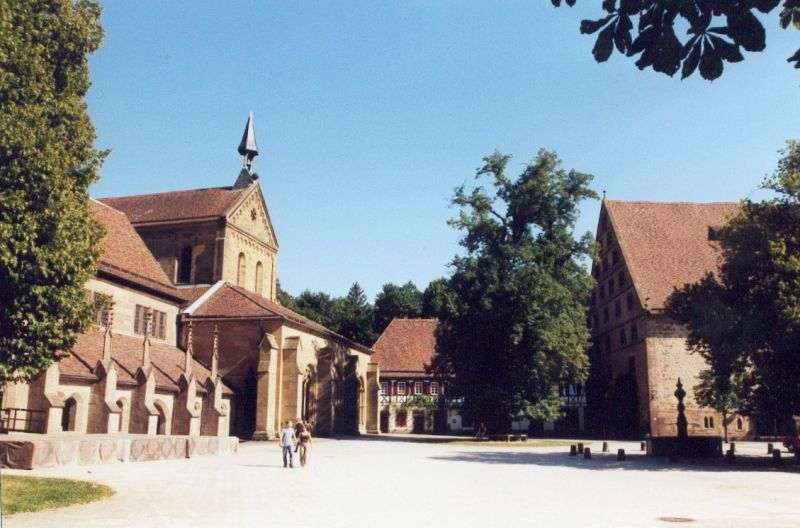
マウルブロン修道院（ドイツバーデン＝ヴュルテンベルク州）。ヘルマン・ヘッセの小説『車輪の下』の舞台であった。

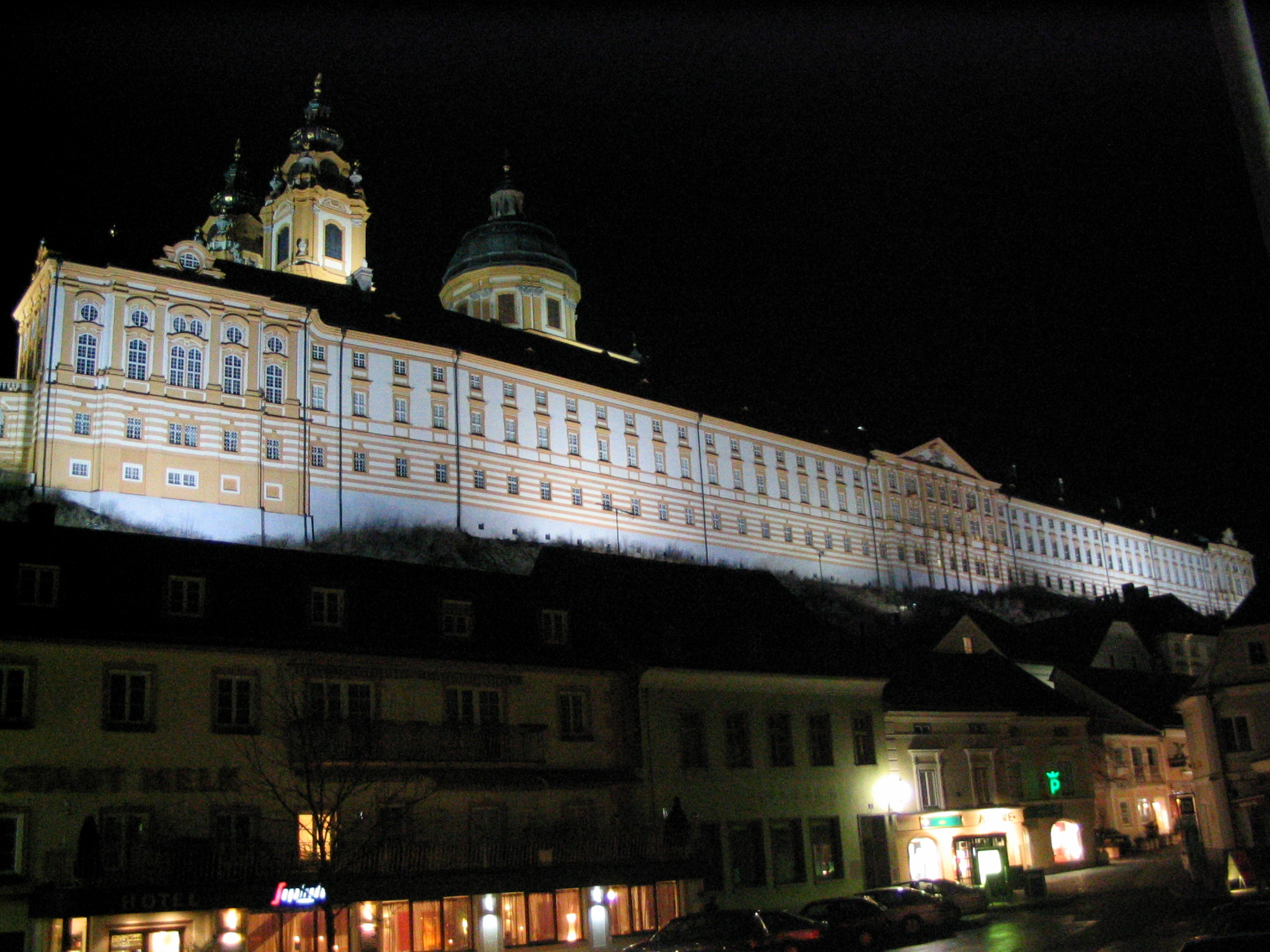
Stiftsgymnasium Melk（オーストリア）

ギムナジウム（ドイツ語: Gymnasium）は、ヨーロッパの中等教育機関。標準ドイツ語では、ギュムナーズィウム（ドイツ語発音: [gʏmˈnaːziʊm]）の発音がより近い。日米の「単線型」教育制度に対する、主に中央ヨーロッパの「複線型」教育制度のいわば根幹を成す存在ともされる。国によって微妙に名称が異なるが、本稿では一括してギムナジウムとする。
高等教育への進学準備を目指す課程であり、イギリスのグラマースクール、シックスフォームカレッジに相当する。日本でいう中高一貫教育に近い。
例外として、ポーランドにて1999年から2019年の間存在していたギムナジウム（Gimnazjum）は、13-16歳を対象とする3年課程であり義務教育に位置づけられる。

## 語源
古代ギリシアのギュムナシオン（gymnásion）は、若い男性が身体や知性を磨くための場所であった。体育がとかくその前面に出て強調されるため、屋内体操場などと訳される場合もある。そこでは、もっぱら全裸でトレーニングが行われたため、ギムナジオンという施設の名前は、「裸で体操をする」という意味の"gymnázesthai"から由来したという。その名残として「ギュムナズィウム」とも呼ばれる。
ドイツ語では、体育という言葉も同じ由来のGymnastikを今も使っている。日本のボクシング、レスリングなど体育練習場を指す「ジム」も、同じ由来である。

## ドイツ

ドイツの教育制度。
灰色が基礎学校、緑がギムナジウム、赤が実科学校、黄が基幹学校、青が総合学校

ドイツにおいては、主に大学への進学を希望する子供たちが進学する8年制（2003年までは9年制）の学校であり、G8「ゲー・アハト」と呼ばれ、日本でいう中高一貫教育にあたる。教育内容は学校ごとにそれぞれ異なり、ギリシア語・ラテン語・ヘブライ語などの古典語や、英語・フランス語などの近代語、理数系の教科に重点を置いたものなど、いくつかのタイプがある。ギムナジウムは大学入学を目指すための学校で、それはつまりアビトゥーア合格を目指すということでもある。旧東ドイツ（DDR）には、ドイツ統一後の1990年までギムナジウムはなく、拡張型上級学校（Erweiterte Oberschule :EOS）がその代替となっていた。
ギムナジウムの教育区分は、前期6年間（うち2年間は観察指導段階）および後期3年間に区分される。特に後期3年間を「ギムナジウム上級段階」という。
ギムナジウムへの進学は、中学入試のような筆記試験が行われるのではなく、教育権者（保護者）との相談の上、基礎学校からの進路に関する所見（ギムナジウムへの進学が適切である旨の所見）に基づいて決定される。ただし、1950年代までのギムナジウム進学については試験授業が行われていた。
ギムナジウムの前期6年間の課程（グレード5－10）では、ドイツ語、数学、第一外国語（一般的には英語)、第二外国語（一般的にはフランス語、またはラテン語、グレード7から開始）、歴史、政治、地理（日本の地学に相当）、物理、化学、生物、音楽、美術、体育、宗教（倫理に代替可能）などの必修科目の授業が圧倒的に多く、選択必修科目はグレード9から開設され、選択必修科目は第三外国語、社会科系の科目、理科系の科目、芸術系の科目が挙げられる。日本の中等教育学校の第1学年－第4学年の授業内容と比較した場合、ギムナジウムでは経済、技術、家庭の授業時間数が少なく、逆に日本の中等教育学校の第1学年－第4学年では第二外国語および第三外国語の授業がほとんど行われていない。
ギムナジウム上級段階（グレード11－13,日本の大学教養課程に相当）では、修了時に一般的大学入学資格であるアビトゥーア（Abitur）が取得できる。この3年間の教育課程は次の通りである。
- 第11学年では、必修科目および選択必修科目（2科目選択必修、うち1科目は学校が決定できる）から構成される。必修科目はドイツ語、数学、外国語、芸術、社会科系科目（歴史、政治、地理の中から1科目選択)、理科系科目（物理、化学、生物の中から1科目選択）、芸術（音楽、美術のいずれかを選択）、体育および宗教（哲学に代替可能）であり、選択科目は外国語、社会科系の科目、理科系の科目および芸術系の科目から構成される。[2]日本の中等教育学校第5学年の授業内容と比較した場合、ギムナジウム第11学年では文系・理系のコース分けは行われておらず、日本の後期中等教育第2学年よりも共同で学ぶ共通の授業内容が比較的多い。
- 第12学年から第13学年では、日本での旧制高等学校高等科および大学教養部レベルの授業内容が展開される。日本の後期中等教育最終学年では、"加速式学習法"に基づき、後期中等教育第2学年までに高等学校の学習課程を終えた上での大学受験対策準備演習を主に行い、国公立文系・国公立理系・私立文系・私立理系の各コースに分かれる場合があるのとは大いに異なり、ましてギムナジウム上級段階レベルの授業科目に相当する科目も開設されていない点でも大きく異なる。その上、日本の中等教育学校や普通科を置く高等学校には卒業試験が学校教育法の上で明記されておらず、論述式筆記や口述による卒業試験も実施されていない。--
  - 第12学年からは、第5学年から第11学年までの学級単位での授業とは大きく異なり、共通の授業集団としての学級制が廃止され、生徒が選択した科目ごとに授業集団が形成される。全科目各学期（1学期は半年間）のコース制が採用され、コースは各科目ごとに、必要不可欠な基礎知識を身につける「基礎コース」（Grundkurs）と、自己の能力に応じて深い学問準備的理解と広い専門的知識の教育を行う「重点コース」(Leistungskurs)に分かれる。生徒は重点コースとして2科目選択履修しなければならない[3]。
  - 各科目は、言語・文学・芸術課題領域（ドイツ語、外国語、芸術系の科目など）、社会科学課題領域（歴史、地理、法律学、政治学、経済学、教育学、心理学、哲学、倫理学、宗教学など）、数学・自然科学・技術課題領域（数学、物理、化学、生物、家政学、情報学、技術など）のいずれかに属し、これ以外に体育も少なくとも第12学年に履修する。
  - 課題領域は必修領域と選択領域に分かれ、ドイツ語、外国語、歴史、数学、自然科学、体育が必修領域に属する。
  - 大学入学資格を証明するための総点は、第12学年および第13学年の平常の成績と卒業時に最終試験として行われるアビトゥーア試験（4科目、うち重点コースとして履修した2科目を含む3科目が論述式筆記、1科目が口述）の点数を合算して算出される。
  - 前述の総点が合格点に達した場合は、原則として無試験無選抜で希望者全員が大学に進学できる。大学入学の決定は「中央学籍配分機関」（ZVS）が行う。
  - 大学入学資格を賦与するための試験は、あくまでも生徒が大学で学習する絶対的能力を有しているか否かであり、試験の方法は「長時間にわたって相当高度の思考力を要する論文」により3科目は行われ、残りの1科目は「人の前で自分の意見を説得力をもって発表する能力を試す」ための口頭試問により行われる。

ギムナジウムの教員は大学において養成され、教員養成期間は8－10学期（4－5年）となっている。なお、ドイツの大学は、日本の旧制大学（現在の学部・大学院修士課程一貫教育）レベルであり、卒業時点の学位がディプローム（Diplom）、またはマギステル（Magister、日本の修士に相当）である。
エーリッヒ・ケストナーの小説にしばしばギムナジウムが登場する。このほか、24年組と呼ばれる漫画家たちによる少女漫画にはギムナジウムを舞台としたものが見られ、ギムナジウムものと呼ばれている。例えば、萩尾望都の代表作である『ポーの一族』中の一篇「小鳥の巣」や『トーマの心臓』、「11月のギムナジウム」において取り上げられている。

## オーストリア
オーストリアには、Allgemeinbildende höhere Schulen（AHS, 英語：Academic secondary schools）と呼ばれる大学進学準備校が存在し、ギムナジウムと呼ばれる。AHSはギムナジウム、実科ギムナジウム、経済実科ギムナジウムに大別される。
AHSの教育区分は、グレード5-8（4年間）の下級段階（Unterstufe, 2Aレベル）と、グレード9-12（4年間）の上級段階（Oberstufe, 3Aレベル）に分かれる。
- 下級段階の教育課程は、必修科目が圧倒的に占めるが、ギムナジウム、実科ギムナジウム、経済実科ギムナジウムによって若干異なる。ギムナジウムではラテン語が第7学年（日本の中学校第1学年・中等教育学校第1学年に相当）から履修される一方、実科ギムナジウムでは数学・幾何、技術、織物の授業時間数が、経済実科ギムナジウムでは化学、技術・織物の授業時間数がそれぞれ多い。
- 上級段階でも、ギムナジウムでは現代外国語やラテン語を重視する一方、実科ギムナジウムでは数学、現代外国語、自然科学を、経済実科ギムナジウムでは現代外国語、家庭科、経済、地理を、それぞれ重視している。上級段階では、選択必修科目が開設され、現代外国語、情報技術、音楽、美術などが選択必修科目に該当する。

最終学年では卒業試験が行われ、これに合格すると、無試験・無選抜の希望者全入の大学入学資格（Matura）が賦与される。この卒業試験の方式は3つあり、生徒はこれらの3つの中から1つを選択する。
- 論文（1-2教科に関するもので20-25枚）、3科目（ドイツ語、外国語、数学）の筆記試験、3科目の口述試験（うち1科目は論文関連）
- 3科目（ドイツ語、外国語、数学）の筆記試験、4科目の口述試験
- 4科目（ドイツ語、外国語、数学、その他の科目）の筆記試験、3科目の口述試験

AHSの教員は、修業年限が4年以上である総合大学において養成される。AHS教員養成は2教科について行われる。オーストリアの大学は卒業時点の学位がディプローム（Diplom）、またはマギステル（Magister、日本の修士に相当）である。

## スイス
スイスには、主にドイツ語圏の州立学校（Kantonsschule = ｢カントンスシューレ｣）として、いくつかのギムナジウムがある（フランス語圏に関しては後述）。

## リヒテンシュタイン・ルクセンブルク・オランダ
リヒテンシュタインとルクセンブルクとオランダにも、同様のギムナジウムがある。

## フランス
フランスでは、スイスのフランス語圏も含めて、同等の学校は一般的にリセ（Lycée）と呼ばれる。また、ギムナジウムは、フランス語風のジムナーズ（Gymnase）と呼ばれるか、時にリセとも呼ばれる。
かつてのリセはギムナジウムと同様の体制であったが、日本の小学6年から中学に相当する前期中等教育機関のコレージュ創設後は、3年制の後期中等教育期間となっている。

## 関連文献
- Margret Kraul著、望田幸男他訳『ドイツ・ギムナジウム200年史』（ミネルヴァ書房、1986年4月30日）
- 望田幸男著『MINERVA西洋史ライブラリー28　ドイツ・エリート養成の社会史－ギムナジウムとアビトゥーアの世界－』（ミネルヴァ書房、1998年9月30日初版発行）
- 大内洵子著『ジュンコ先生再びドイツへ、なんとなんとギムナジウムの成績表』（五月書房、1996年7月28日発行）